# シャーロン・スコープ
シャーロン・スコープ（Sharlon Romans Emederio Schoop, 1987年4月15日 - ）は、オランダ領アンティルのキュラソー島ウィレムスタッド出身のプロ野球選手（内野手）。右投右打。
実弟のジョナサン・スコープは、メジャーリーガーである。

## 経歴
2004年にサンフランシスコ・ジャイアンツと契約を結んだ。
2009年開幕前の3月に開催された第2回WBCのオランダ代表に選出された。同大会では捕手として登録されたが、二塁手と遊撃手での出場がほとんどだった。
2011年9月20日に第39回IBAFワールドカップのオランダ代表に選出された。同大会ではヨーロッパの国としては、1938年大会のイギリス代表以来73年ぶりの優勝を果たした。この栄誉を称えて代表24人全員に「サー」の爵位が贈られ、スコープにも贈られた。
2013年はボルチモア・オリオールズとマイナー契約をする。
2014年に解雇された。
9月2日に第1回フランス国際野球大会のオランダ代表に選出された。同大会でオランダ代表は初代優勝国となった。
大会終了後の12日に第33回ヨーロッパ野球選手権大会のオランダ代表に選出された。同大会ではオランダ代表が大会の記録である自国の20回の優勝を塗り替える3大会振り21度目の優勝を果たした。
2015年オフの10月12日に第1回WBSCプレミア12のオランダ代表候補選手36名に選出され、10月20日に第1回WBSCプレミア12のオランダ代表選手28名に選出された。
2016年開幕前の1月18日にキューバ代表との強化試合のオランダ代表に選出されたが、同試合は雨天中止となった。
オフの10月18日に日本代表との強化試合のオランダ代表に選出された。
2017年2月7日に同年のアメリカ遠征のオランダ代表に選出された。2月9日に第4回WBCのオランダ代表に選出され、2大会ぶり2度目の選出を果たした。

## 詳細情報

### WBCでの打撃成績
| 年 度 | 代 表    | 試 合 | 打 席 | 打 数 | 得 点 | 安 打 | 二 塁 打 | 三 塁 打 | 本 塁 打 | 塁 打 | 打 点 | 盗 塁 | 盗 塁 死 | 犠 打 | 犠 飛 | 四 球 | 敬 遠 | 死 球 | 三 振 | 併 殺 打 | 打 率 | 出 塁 率 | 長 打 率 |
| ----- | -------- | ----- | ----- | ----- | ----- | ----- | -------- | -------- | -------- | ----- | ----- | ----- | -------- | ----- | ----- | ----- | ----- | ----- | ----- | -------- | ----- | -------- | -------- |
| 2009  | オランダ | 6     | 24    | 21    | 2     | 1     | 0        | 0        | 0        | 1     | 1     | 0     | 0        | 1     | 1     | 1     | 0     | 0     | 7     | 2        | .048  | .087     | .048     |
| 2017  | オランダ | 3     | 3     | 3     | 1     | 0     | 0        | 0        | 0        | 0     | 0     | 0     | 0        | 0     | 0     | 0     | 0     | 0     | 2     | 0        | .000  | .000     | .000     |
| 2023  | オランダ | 2     | 2     | 2     | 0     | 0     | 0        | 0        | 0        | 0     | 0     | 0     | 0        | 0     | 0     | 0     | 0     | 0     | 1     | 0        | .000  | .000     | .000     |

- 太字は大会最高

### WBSCプレミア12での打撃成績
| 年 度 | 代 表    | 試 合 | 打 席 | 打 数 | 得 点 | 安 打 | 二 塁 打 | 三 塁 打 | 本 塁 打 | 塁 打 | 打 点 | 盗 塁 | 盗 塁 死 | 犠 打 | 犠 飛 | 四 球 | 敬 遠 | 死 球 | 三 振 | 併 殺 打 | 打 率 | 出 塁 率 | 長 打 率 |
| ----- | -------- | ----- | ----- | ----- | ----- | ----- | -------- | -------- | -------- | ----- | ----- | ----- | -------- | ----- | ----- | ----- | ----- | ----- | ----- | -------- | ----- | -------- | -------- |
| 2015  | オランダ | 3     | 6     | 6     | 1     | 1     | 0        | 0        | 0        | 1     | 0     | 0     | 0        | 0     | 0     | 0     | 0     | 0     | 3     | 0        | .167  | .167     | .167     |
| 2019  | オランダ | 3     | 8     | 6     | 1     | 2     | 0        | 0        | 0        | 2     | 0     | 0     | 0        | 0     | 0     | 2     | 0     | 0     | 1     | 0        | .333  | .500     | .333     |

### 代表歴
- 2009 ワールド・ベースボール・クラシック・オランダ代表
- 2001 IBAFワールドカップ オランダ代表
- 2014年フランス国際野球大会オランダ代表
- 2014年ヨーロッパ野球選手権大会オランダ代表
- 2015 WBSCプレミア12 オランダ代表
- 2017 ワールド・ベースボール・クラシック・オランダ代表
- 2019年ヨーロッパ野球選手権大会オランダ代表
- 2019 WBSCプレミア12 オランダ代表
- 2023 ワールド・ベースボール・クラシック・オランダ代表
- カーネクスト 侍ジャパンシリーズ2024　欧州代表